# Crimen de Garlasco
Se conoce como crimen de Garlasco al asesinato de Chiara Poggi (Vigevano, 31 de marzo de 1981 - Garlasco, 13 de agosto de 2007), que tuvo lugar en Garlasco (Provincia de Pavía, Italia) la mañana del 13 de agosto de 2007. Fue un caso de una gran relevancia mediática que trajo consigo una serie de reportajes de investigación, programas de televisión y entrevistas.
El 12 de septiembre de 2015, la Corte Suprema de Casación italiana reconoció como único culpable del delito a Alberto Stasi (Sesto San Giovanni, 6 de julio de 1983) pareja de la víctima y, entonces, estudiante de economía.

## Crimen
Chiara Poggi fue asesinada a golpes con un objeto contundente que nunca llegó a ser identificado (probablemente, un martillo) en la casa que su familia tenía en la localidad de Garlasco, el lunes 13 de agosto de 2007. Según las investigaciones, Chiara conocía al asesino, pues le abrió la puerta de su casa en pijama y de forma espontánea, pues no se encontraron en el interior de la vivienda señales relevantes de que se hubiera producido un allanamiento de morada. La joven se encontraba sola en casa al estar sus padres y su hermano de vacaciones. Su pareja, Alberto Stasi, estudiante de la Universidad Bocconi, encontró el cuerpo de la chica y dio inmediatamente la voz de alarma, si bien todas las sospechas se concentraron sobre él por lo excesivamente limpios que llevaba los zapatos, lo cual llevaba a pensar que habría podido lavarlos o incluso cambiárselos tras haber andado por el suelo manchado de sangre, que debería haber pisado, al menos, mínimamente mientras caminaba por la casa en busca de su chica. Fue detenido el 24 de septiembre de 2007 por orden de la Fiscalía de Vigevano, si bien fue liberado el 28 de septiembre de 2007 por falta de pruebas por orden de la juez Giulia Pravon.

## Juicio
El único investigado por los hechos fue Alberto Stasi, que fue absuelto de su acusación de homicidio en primer y en segundo grado, si bien la Corte Suprema de Casación anuló la sentencia de absolución el 18 de abril de 2013.
Según sus abogados, Stasi podría no haberse ensuciado porque la sangre ya estaba seca. Las investigaciones médico-legales indicaron una hora de la muerte que concordaría con esta hipótesis, así como la investigación informática que le dio al joven una coartada, pues según la misma habría estado trabajando en su tesina con el ordenador a la hora en la que se produjeron los hechos. Según la defensa y tras haberse realizado una serie de investigaciones en el ámbito familiar y laboral de la víctima, el crimen podría atribuirse a un robo con violencia en el que el ladrón habría conseguido inicialmente que le abrieran la puerta mediante engaños. Esta hipótesis fue rechazada al revocarse la absolución.
El 17 de diciembre de 2009, durante la fase de instrucción en el Juzgado de Vigevano, el juez Stefano Vitelli absolvió a Stasi por no haber cometido el delito.
Durante la apelación, el 7 de diciembre de 2011, cuando el caso se había trasladado a un jurado popular de los Juzgados de Milán, una nueva prueba, que posteriormente no fue aceptada por la fiscalía, cambió la hora de la muerte, lo cual provocó que Stasi perdiera su coartada y la credibilidad del hecho que no se habría ensuciado, si bien no fue suficiente para condenarle. Así pues, la sentencia fue nuevamente de absolución por no haber cometido el delito.
La Corte Suprema, en busca de motivos para justificar la nulidad, ordenó la realización de pruebas de ADN de un pelo encontrado en las manos de la víctima del cual no se tenía constancia durante el primer juicio, así como de los restos de ADN que se encontraron debajo de sus uñas y que jamás fueron analizados. Pese a la nulidad y el retraso de las dos absoluciones, la Corte Suprema reiteró que era, según su propio criterio, difícil "llegar a una conclusión, de absolución o condena, que contara con la necesaria coherencia, credibilidad y razonabilidad" y que, por tanto, resultaba "imposible condenar o absolver a Alberto Stasi", si bien en el último momento decidieron dejar la absolución en el aire a la espera de realizar nuevas investigaciones científicas.
Se pudo comprobar que la bicicleta de mujer de color negro de la marca "Luxury" perteneciente a la familia Stasi, que coincidía con la bicicleta que había visto una testigo ocular, había sido confundida en ese momento por una bicicleta de la familia Poggi, al estar equipada con pedales de la marca "Union", la misma marca que los pedales de la bicicleta de hombre de color burdeos y de la marca "Umberto Dei" que también pertenecía a la Familia Stasi. Por el contrario, la bicicleta que fue incautada durante la investigación llevaba pedales no originales de la marca "Wellgo", en los que se encontraron restos de ADN de la víctima. Por tanto, se supuso que se había producido un intercambio de pedales entre las dos bicicletas de los Stasi.
Por lo que respecta al pelo que se encontró en la víctima, el mismo no pudo ser analizado porque carecía de bulbo, si bien los restos encontrados bajo las uñas presentaban marcadores masculinos compatibles, pero que no pudieron ser atribuidos con seguridad al principal acusado. Sobre esta cuestión, los medios de comunicación afirmaron que el ADN también podría ser compatible con otros dos perfiles masculinos identificados, si bien no podían compararse por el grado de deterioro de la muestra analizada.